# جاي كروفورد (معلق رياضي)
جاي كروفورد (بالإنجليزية: Jay Crawford)‏ هو معلق رياضي أمريكي، ولد في 4 يوليو 1965 في ساندوسكي في الولايات المتحدة.